# Auguste Prasch-Grevenberg

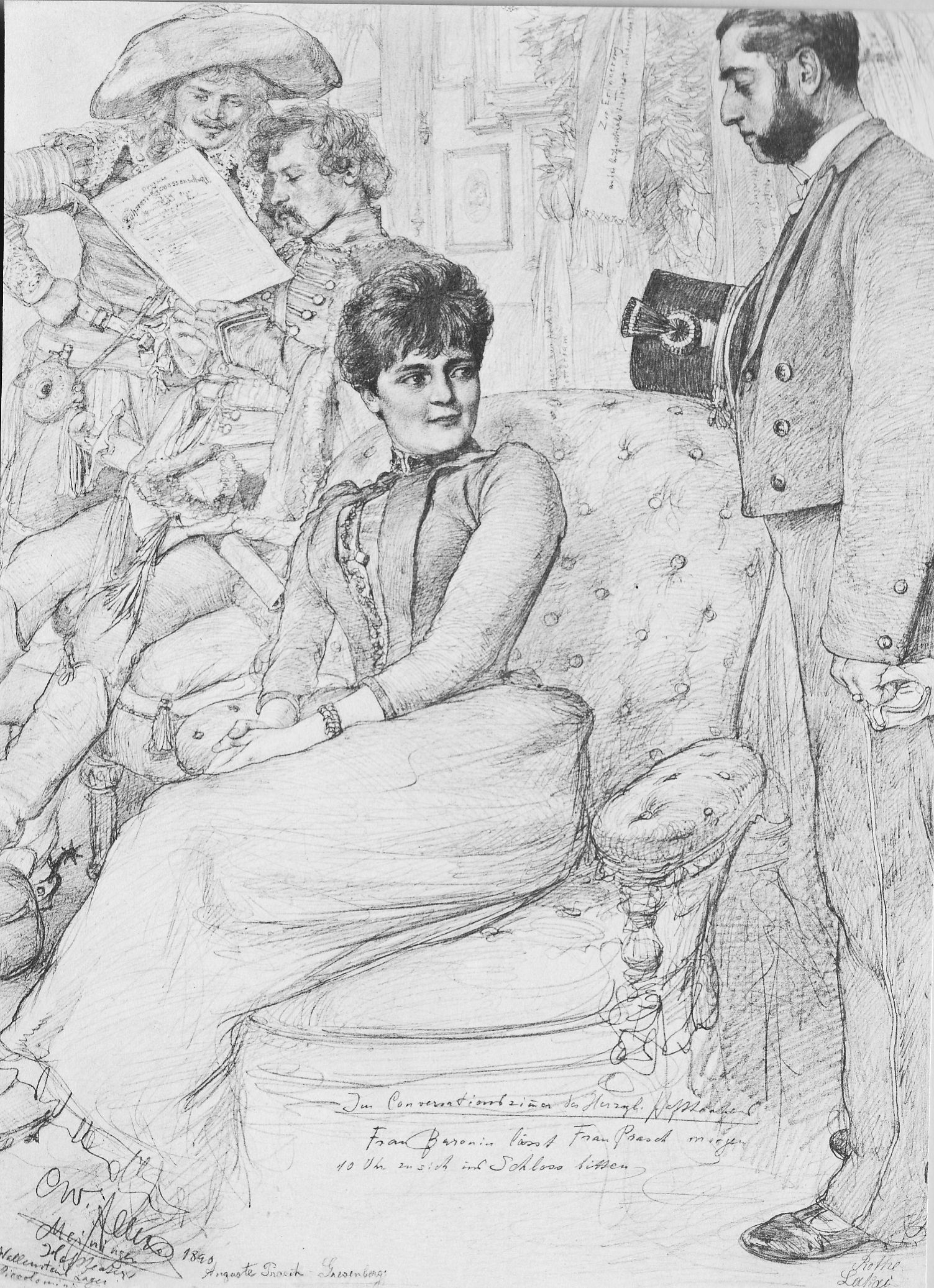
Auguste Prasch-Grevenberg am Hoftheater Meiningen, 1890

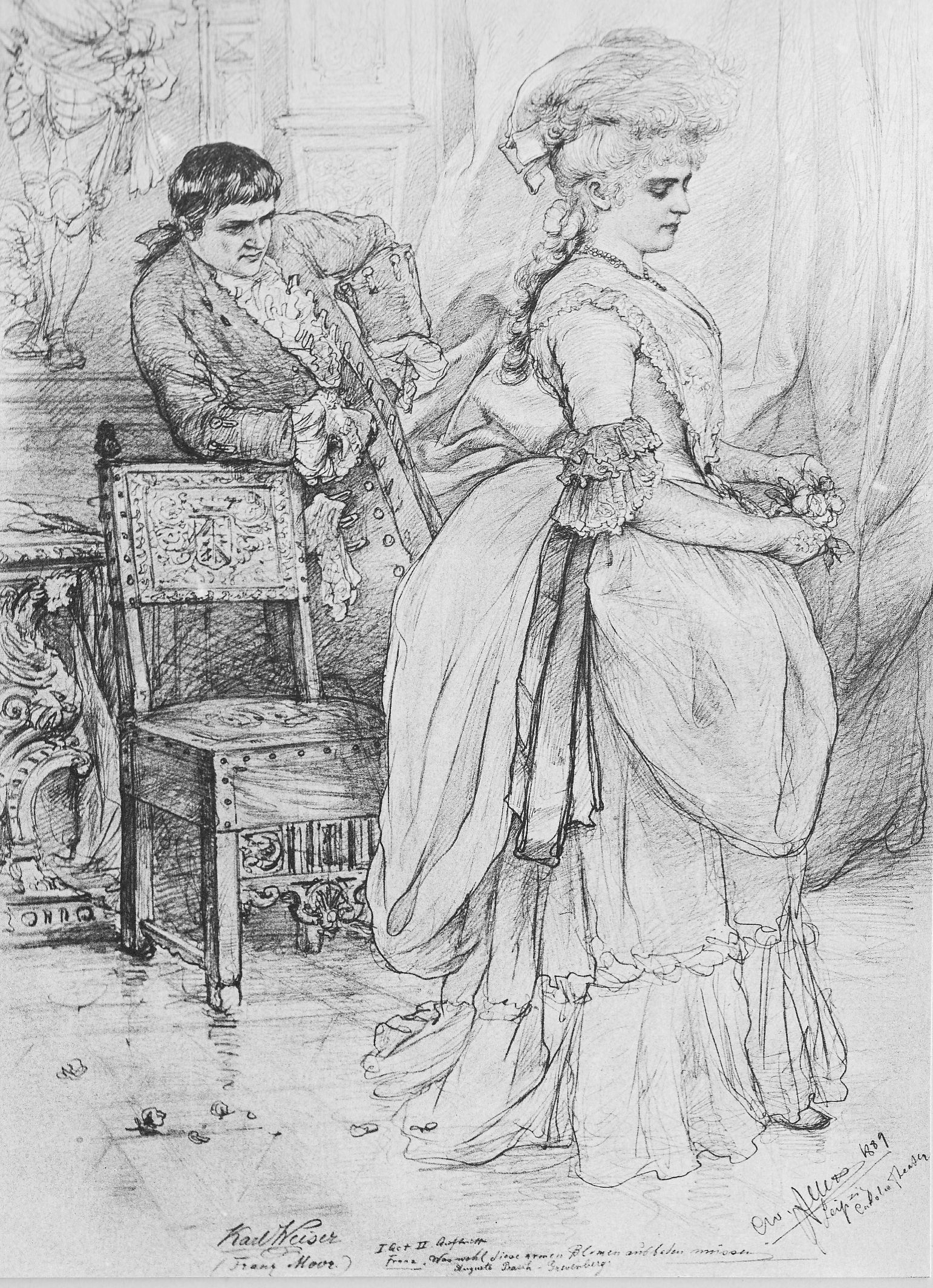
Auguste Prasch-Grevenberg mit Karl Weiser, 1889, gezeichnet von C.W. Allers

Auguste Prasch-Grevenberg (* 23. August 1854 in Darmstadt als Auguste Grevenberg; † 14. Dezember 1945 in Weimar) war eine deutsche Schauspielerin.

## Leben und Wirken
Die Tochter Opernsängers und Theaterdirektors Peter Grevenberg und der Opernsängerin Minna Grevenberg (1825–1898) sollte eigentlich vom Theater ferngehalten werden, sie gestatten ihr nicht einmal Auftritte in Kinderrollen und schickten sie sogar in ein Kloster zur Erziehung. Trotzdem wollte sie unbedingt Schauspielerin werden und ging zu Ludwig Chronegk, der mit seinen Meiningern gerade in der Nähe Berlins gastierte, um sich von ihm prüfen zu lassen. Danach erhielt sie ihre Ausbildung beim Bühnen- und Opernregisseur Carl Tetzlaff in Berlin. Mit 16 Jahren trat Auguste Grevenberg ihr erstes Engagement am Meininger Hoftheater unter Ludwig Chronegk an. Dort debütierte sie 1878 als „Franziska“ in Minna von Barnhelm. Weitere Verpflichtungen führten sie ans Stadttheater nach Bremen sowie ans Wiesbadener und Karlsruher Hoftheater. Mit der Meininger-Bühne unternahm sie Gastspielreisen (1888–1890), die sie bis nach Berlin und Russland führten.
In jungen Jahren wurde die ein wenig pummelig und bieder wirkende Darmstädterin bevorzugt im Fach der Salondame und als jugendliche Charakterdarstellerin eingesetzt. Frühe Erfolge feierte die Künstlerin vor allem in Ibsen-Stücken, aber auch als Käthchen von Heilbronn und als Maria in Shakespeares Was ihr wollt. Ihre Schauspielkunst brachte ihr eine Reihe von Auszeichnungen ein, darunter die Ritterkreuze für Kunst und Wissenschaft von Coburg-Gotha und Sachsen-Meiningen wie auch die große Goldene Verdienstmedaille für Kunst und Wissenschaft von Sachsen-Weimar.
Infolge der Eheschließung mit dem Theaterdirektor Aloys Prasch nahm Auguste Grevenberg dessen Namen an und nannte sich fortan Auguste Prasch-Grevenberg. Nach mehreren Jahren des Gastierens folgte sie ihrem Mann 1895 in die Reichshauptstadt und schloss sich dem von ihm geleiteten Berliner Theater an. Auguste Prasch-Grevenberg favorisierte in Zukunft weiterhin das Tourneetheater, trat aber auch immer mal wieder das eine oder andere Festengagement an, so (noch vor dem Ersten Weltkrieg) in München (an den Kammerspielen) oder, nach dem Krieg, in Berlin (Max Reinhardts Deutsches Theater). Noch kurz vor Ausbruch des Zweiten Weltkriegs gehörte sie, mittlerweile fast 85 Jahre alt, dem Ensemble von Berlins Schiller-Theater an.
Unmittelbar nach Ende des Ersten Weltkriegs zog es die Schauspielveteranin auch vor die Kamera. Auguste Prasch-Grevenberg übernahm eine Reihe von mittelgroßen Mutter- und Großmütterrollen in mehreren Stummfilmen. Kurz vor Ausbruch des Zweiten Weltkriegs kehrte sie, nach zehnjähriger Leinwandabstinenz, erneut zum Kino zurück.
Zuletzt lebte Auguste Prasch-Grevenberg in dem Künstleraltenheim Marie-Seebach-Stift in Weimar, wo sie ein halbes Jahr nach Kriegsende verstarb.
Der Bruder der Künstlerin war Julius Grevenberg, Schauspieler und Theaterdirektor. Ihr Sohn Rolf Prasch war ebenfalls Theaterleiter, -regisseur und Schauspieler.

## Filmografie (Auswahl)
- 1919: Wehrlose Opfer
- 1919: Die Pest in Florenz
- 1919: Die Augen im Walde
- 1919: Das Werk seines Lebens
- 1919: Ut mine Stromtid
- 1920: Die Dreizehn aus Stahl
- 1920: Die rote Redoute
- 1920: Gräfin Walewska
- 1920: Die Frau im Himmel
- 1921: Irrende Seelen
- 1921: Deines Bruders Weib
- 1921: Die Rache einer Frau
- 1921: Die Asphaltrose
- 1921: Die Rodelhexe
- 1922: Dr. Mabuse, der Spieler (2 Teile)
- 1922: Zwei Welten
- 1922: Die Drei von der Straße
- 1923: Buddenbrooks
- 1924: Prater
- 1925: Die Aßmanns
- 1926: Der Sohn der Hagar
- 1927: Heimweh
- 1927: Pique Dame
- 1927: Königin Luise, 1. Teil: Die Jugend der Königin Luise
- 1927: Ich habe im Mai von der Liebe geträumt
- 1928: Der alte Fritz, 1. Teil: Friede
- 1928: Die Heilige und ihr Narr
- 1929: Waterloo
- 1937: Unter Ausschluß der Öffentlichkeit
- 1938: Wir fahren nach Amerika (Dokumentarfilm)
- 1939: Das unsterbliche Herz
- 1940: Fahrt ins Leben